# Harry Northup

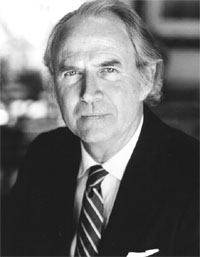
Harry Northup (2009)

Harry E. Northup (* 2. September 1940 in Amarillo, Texas) ist ein US-amerikanischer Schauspieler und Dichter.

## Leben
Der 1940 in Texas geborene Northup wuchs im westlichen Nebraska in Ordville und Sidney auf. Im Alter von 14 Jahren stand er im Community Theater erstmals in einer Inszenierung des Stücks Time Out For Ginger auf der Bühne.
Nach dem Ende der High School diente Northup von 1958 bis 1961 in der United States Navy als Radioman. Danach studierte er an der University of Nebraska at Kearney, wo er sich wieder verstärkt dem Theater widmete und erste Hauptrollen übernahm. 1962 beendete er das Studium und zog nach New York City, wo in Frank Corsaros Method-Acting-Klasse den Schauspieler und Dichter Leland Hickman kennenlernte, der ihn für die Dichtkunst begeisterte.
Nach seinem Umzug nach Los Angeles nahm Northup erste Rollen in Film- und Fernsehproduktionen an und widmete sich ansonsten verstärkt dem Dichten. In Corsaros Schauspielklasse hatte Northup auch Harvey Keitel kennengelernt, der ihn Martin Scorsese empfahl. In der Folge übernahm Northup in Scorseses ersten sechs Filmen jeweils eine Rolle. 1986 arbeiteten beide noch einmal für eine Folge der Fernsehserie Unglaubliche Geschichten zusammen.
Weitere langjährige Zusammenarbeiten verbanden Northup mit den Regisseuren Jonathan Demme und Jonathan Kaplan. Mit Demme arbeitete Northup seit 1975 an Filmen wie Bad Blues Girls, Mach ein Kreuz und fahr zur Hölle, Flotte Sprüche auf Kanal 9, Swing Shift – Liebe auf Zeit, Das Schweigen der Lämmer, Philadelphia, Menschenkind und Der Manchurian Kandidat zusammen. Jonathan Kaplan engagierte ihn erstmals 1979 als Sgt. Doberman für Wut im Bauch. Insgesamt arbeitete Northup bei 12 Film- und Fernsehproduktionen unter Kaplans Regie.
Harry Northups erster Gedichtband „Amarillo Born“ erschien 1966. Später folgten „The Jon Voight Poems“ (1973), „Eros Ash“ (1976), „Enough the Great Running Chapel“ (1982), „The Images we Possess Kill the Capturing“ (1988), „The Ragged Vertical“ (1996), „Reunions“ (2001), „Greatest Hits, 1966–2001“ (2002), „Red Snow Fence“ (2006), „Where Bodies Again Recline“ (2011) und „East Hollywood: Memorial to Reason“ (2015). Daneben veröffentlichte Northup regelmäßig in Magazinen und Literaturjournalen. Er ist Mitbegründer des Verlags Cahuenga Press. Sein Englisch-Studium an der California State University schloss Northup 1985 mit einem Bachelor ab.
Einige seiner Gedichte nahm Northup für Spoken-Word-Veröffentlichungen auf. Auf dem Label New Alliance Records erschienen mit „Personal Crime“ und „Homes“ zwei Spoken-Word-Alben. Gelegentlich trat er auch live bei Lesungen auf.
Im November 2002 erwarb die University of California, San Diego Northups bisherigen professionellen und privaten Schriftverkehr inklusive seiner Manuskripte, Journale, Briefkorrespondenz etc. und archivierte diesen in der Mandeville Special Collections Library der Universität.
Northup war ab 1977 mit der Dichterin Holly Prado liiert. Die 1990 geschlossene Ehe hielt bis zu Prados Tod am 14. Juni 2019. Northup lebt in Los Angeles. Aus einer früheren Beziehung ging ein Sohn (* 1969) hervor.

## Filmografie (Auswahl)
- 1964: Lilith
- 1967: Wer klopft denn da an meine Tür? (Who’s That Knocking at My Door?)
- 1971: Alias Smith und Jones (Alias Smith and Jones, Fernsehserie, 2 Episoden)
- 1971: Star Spangled Girl
- 1972: Die Faust der Rebellen (Boxcar Bertha)
- 1973: Hexenkessel (Mean Streets)
- 1973: Ein verdammt netter Junge (The All-American Boy)
- 1974: Alice lebt hier nicht mehr (Alice Doesn’t Live Here Anymore)
- 1975: Verrückte Mama (Crazy Mama)
- 1976: Taxi Driver
- 1976: Mach ein Kreuz und fahr zur Hölle (Fighting Mad)
- 1976: Zwei Minuten Warnung (Two-Minute Warning)
- 1977: New York, New York
- 1977: Flotte Sprüche auf Kanal 9 (Handle with Care)
- 1977: Wie geht’s aufwärts? (Which Way Is Up?)
- 1978: Blue Collar
- 1978: Maneaters Are Loose! (Fernsehfilm)
- 1979: Wut im Bauch (Over the Edge)
- 1979: Drei Engel für Charlie (Charlie’s Angels, Fernsehserie, Episode 4x07 Ein Engel hinter Gittern)
- 1979: Das elfte Opfer (11th Victim, Fernsehfilm)
- 1979: The Rose
- 1980: Ich, Tom Horn (Tom Horn)
- 1980: Mit einem Bein im Kittchen (Used Cars)
- 1982: The Day the Bubble Burst (Fernsehfilm)
- 1982: Unter der Sonne Kaliforniens (Knots Landing, Fernsehserie, 5 Episoden)
- 1983: … und wenn der letzte Reifen platzt (Heart Like a Wheel)
- 1983: Die unglaublichen Geschichten von Roald Dahl (Tales of the Unexpected, Fernsehserie, 1 Episode)
- 1983: Agentin mit Herz (Scarecrow and Mrs. King, Fernsehserie, 1 Episode)
- 1984: Nickel Mountain
- 1984: Hard to Hold
- 1984: Swing Shift – Liebe auf Zeit (Swing Shift)
- 1985: Street Hawk (Fernsehserie, 1 Episode)
- 1986: Unglaubliche Geschichten (Amazing Stories, Fernsehserie, 1 Episode)
- 1986: Alptraum des Grauens (The Deliberate Stranger, Fernsehfilm)
- 1986: Fackeln im Sturm (North and South, Miniserie, 1 Episode)
- 1987: Project X
- 1988: Kansas
- 1989: Auswegslos (Nowhere to Run)
- 1991: Das Schweigen der Lämmer (The Silence of the Lambs)
- 1992: Fatale Begierde (Unlawful Entry)
- 1992: Ein ganz normaler Held (Hero)
- 1993: Philadelphia
- 1994: Bad Girls
- 1994: Rebel Highway (Fernsehserie, 1 Episode)
- 1994: Auf Bewährung (Reform School Girl, Fernsehfilm)
- 1996: The Colony (Fernsehfilm)
- 1996: Kaltblütig (In Cold Blood, Miniserie, 1 Episode)
- 1997: Ein Vater zuviel (Fathers’ Day)
- 1998: Menschenkind (Beloved)
- 1999: Brokedown Palace
- 2001: Emergency Room – Die Notaufnahme (ER, Fernsehserie, 1 Episode)
- 2002: The Court (Fernsehserie, 4 Episoden)
- 2003: Karen Sisco (Fernsehserie, 1 Episode)
- 2004: Der Manchurian Kandidat (The Manchurian Candidate)
- 2012: The Last One (Kurzfilm)
- 2019: Carry Tiger To Mountain (Kurzfilm)

## Werke (Auswahl)
Gedichtbände
- 1966: Amarillo Born (Victor Jiminez Press)
- 1973: The Jon Voight Poems (Mt. Alverno Press)
- 1976: Eros Ash (Momentum Press)
- 1982: Enough the Great Running Chapel (Momentum Press)
- 1988: The Images we Possess Kill the Capturing (The Jesse Press)
- 1996: The Ragged Vertical (Cahuenga Press)
- 2001: Reunions (Cahuenga Press)
- 2002: Greatest Hits, 1966–2001 (Pudding House Publications)
- 2006: Red Snow Fence (Cahuenga Press)
- 2011: Where Bodies Again Recline (Cahuenga Press)
- 2015: East Hollywood: Memorial to Reason (Cahuenga Press)

## Diskografie (Auswahl)
Spoken-Word-Alben
- 1993: Personal Crime (New Alliance Records)
- 1995: Homes (New Alliance Records)